# Турки в Казахстані
Турки у Казахстані з'явилися торік у 40-ті роки XX століття і кілька десятиліть перетворилися на одну з найчисельніших і швидкозростаючих етнічних громад республіки. За оцінкою на 1 січня 2014 року в республіці проживало майже 105 тисяч турків, які посідали 9 місце за чисельністю населення. У порівнянні з останнім переписом населення КазРСР їх кількість у республіці більш ніж подвоїлася. Казахстанські турки в основному є уродженцями республіки і є нащадками депортованих турків з області Месхетія (Ахиска) в Грузії , хоча з початку 1990-х років у Казахстані з'явилися і власне Турецької республіки. Культурно-мовні установки цих двох груп сильно різняться: турки-месхетинці в Казахстані вважають за краще займатися приміським сільським господарством, а вихідці з Туреччини в основному зайняті у будівництві, нафтовидобуванні та у сфері освіти.

## Історія формування
На територію КазРСР турки-месхетинці масово потрапили з грузинської Месхетії в ході сталінських депортацій. Вони були розселені в селах південного Казахстану та інших республіках Центральної Азії. До 1956 року вони не мали права на зміну місця проживання, допоки їх не визнали жертвами репресій і реабілітували. Але після його отримання більшість воліла залишитися в республіці. До того, Казахстан залишався міграційно привабливою для турків країною та в роки масової еміграції початку 1990-х. Наприклад, у рік піку міграційного відтоку (1994) з республіки, за даними казахстанської статистики, з 25 основних національностей республіки позитивний баланс було відзначено лише в турків (щоправда, незначний) і казахів. Згодом до Казахстану переселилася значна кількість турків з Узбекистану та Киргизії, хоча основну масу приросту даного етносу забезпечує високий природний приріст та традиції багатодітності. Найбільшим місцем концентрації турків у Казахстані є Алматинська та Джамбульська області (понад 30 000 у кожній), ЮКО (понад 20 000), м. Алмати (понад 5 тис.). В останні два десятиліття турки за чисельністю обігнали узбеків у Джамбульській області та посіли 4-е місце. Завдяки вибуховому зростанню з 8-го на 4-е місце в ранзі найчисленніших національностей піднялися вони й в Алматинській області. За радянських часів турки-месхетинці були працевлаштовані у колгоспно-радгоспній системі сільського господарства КазРСР. Більшість із них уже тоді вело присадибне господарство, продукцію якого (молоко, м'ясо) вони реалізовували на ринках Алмати та інших міст. В Алматинській агломерації розташовані десятки сіл, де компактно проживають турки та де їхня частка може сягати 60% населення. До них відносяться такі селища як Саймасай, Бекболат та інші.

## ЗМІ
З 2000 року виходить газета трьома мовами — казахською, турецькою та російською «Ахиска».